# Штеллинг, Эдуард Васильевич
Эдуард Васильевич Штеллинг (10 мая 1850 года, Дерпт, Российская империя — 2 июля 1922 года, Петроград, СССР) — русский геофизик, член-корреспондент СПбАН (1901).

## Биография
Выпускник Императорского Дерптского университета (1874).
После окончания университета работал в Главной геофизической обсерватории, а с 1885 года — директор Иркутской магнитно-метеорологической обсерватории, организатор сети метеорологических станций Сибири.
С 1897 по 1917 годы — помощник директора и заведующий отделом климатологии Главной физической обсерватории.
Основные труды по климатологии и земному магнетизму. Предложил эмпирическую формулу для расчета испарения с поверхности водоемов.

## Память
В его честь названы:
- гора на архипелаге Западный Шпицберген (гора Штеллинга, 77° с.ш., 17° в.д.)[2];
- мыс в Карском море (восточнее бухты Эклипс на берегу Харитона Лаптева. Назван в 1901 году)[2].

### Труды
- О высоте сибирских метеорологических станций над уровнем моря, на основании новых изобар. — СПб, 1879;
- Магнитные наблюдения, произведенные в 1890 году в Восточно-Сибирской Приморской области и примечания о вековых переменах там в элементах земного магнетизма. — СПб, 1892;
- О колебаниях уровня реки Ангары у г. Иркутска в 1888—1890 гг. — Иркутск, 1892;
- К вопросу о температуре воздуха в Карском море // Морской сборник. — 1901. — № 6;
- Выпадение вулканического пепла в Камчатке в ночь с 15/28 на 16/29 марта 1907 г. — СПб, 1908.

## Награды
- Орден Святого Станислава (Российская империя) 2-й степени (1890)
- Орден Святой Анны 2-й степени (1895)
- Орден Святого Владимира 4-й степени (1898)
- Премия графа Д. А. Толстого (1884)